# 賞櫻會風波
賞櫻會風波是指日本內閣總理大臣安倍晉三任內舉辦賞櫻會時的不透明事件。

## 背景
安倍晉三擔任日本內閣總理大臣後，賞櫻會參加的人數和日本政府為此支出的費用逐步擴大。2013年，安倍晉三舉辦的賞櫻會參加人數約1萬2,000人，預算為1,718萬日元。2019年，參加人數增至1萬8,200人，費用支出增長至5,500多萬日元。同時安倍晉三還邀請自己在山口縣第4區的樁腳與會。

## 風波
2019年5月，日本共產黨眾議員宮本徹在決算行政監視委員會指出賞櫻會存在費用支出增長過快、邀請標準不透明等問題。在野黨還指出賞櫻會前一晚舉辦的賞櫻會前夜祭，安倍晉三為了鞏固和樁腳之間的關係邀請大量山口縣人士出席，賞櫻會已然成為安倍晉三招待自家樁腳的工具。日本媒體則指出安倍晉三任內前夜祭舉辦的場地新大谷飯店，每人的支出費用僅為5,000日元，而該飯店平時舉辦活動時普通人的支出大概為1萬1,000元，當中存在巨大差額，疑似安倍晉三用金錢賄賂樁腳。另有媒體披露安倍晉三曾經邀請因開展傳銷而破產的日本生命公司前董事长參加賞櫻會。還有市民團體認定安倍晉三的行為符合邀請樁腳參加政府活動，相關資金應登載在政治獻金收支報告書內，但安倍晉三沒有這麼做。市民團體因此前往東京地方检察厅特搜部告發安倍晉三違反《公職選舉法》與《政治資金規正法》。
此後安倍晉三辯解稱舉辦賞櫻會不存在公款私用的問題，也沒有刻意挑選與會者。內閣官房長官菅義偉也表示，為了反恐和維護現場治安，賞櫻會的費用不得不逐年遞增。對於新大谷飯店的差額，菅義偉則稱5,000日元的費用非常合理。安倍晉三則否認自己在山口縣的事務所以及後援會等支付過任何差額。2019年在11月11日，菅義偉表示日本政府將檢討賞櫻會邀請對象的標準，減少開支以及賞櫻會的人數，並停辦2020年的賞櫻會。隨著賞櫻會風波的發酵，2019年11月18日，根據《讀賣新聞》與《產經新聞》公佈的民調，安倍晉三的支持率大幅下滑，支持度均不及50%，創下2019年2月以來最低點。11月20日，安倍晉三承認自己有推薦部分與會者名單。日本政府也承認安倍夫婦的推薦名單有1,000人左右。11月21日，又有人披露安倍晉三任內的賞櫻會的餐飲項目均由同一家公司中標。12月2日，安倍晋三在否認邀請日本生命公司前董事长參加賞櫻會。
2020年5月，大约660名律师和学者提起刑事诉讼，指控安倍晉三及其后援会向选民变相补贴新大谷飯店的餐饮费，违反《公职选举法》和《政治资金规正法》。11月23日，安倍晉三的秘书和助手接受东京地方检察厅特搜部问询時承认曾填补新大谷飯店差額费用。东京地方检察厅發現晋和会曾向新大谷飯店支付超过800万日元的费用，而晉和會的代表正是安倍晉三。12月3日，东京地方检察厅特搜部决定以新大谷飯店差額問題涉嫌违反《政治资金规正法》对安倍晉三的负责主办赏樱会前夜祭的公设第一秘书立案。12月21日，安倍晋三就赏樱会支出问题接受东京检察机构询问。12月24日，安倍晋三在记者会上表示就風波向日本国民道歉。12月25日，安倍來到國會進行答辯，並就曾經的虛假答辯致歉。东京地方检察厅特搜部決定对安倍晋三不起诉。